# Premio Speciale della Giuria Marc'Aurelio
Il Premio Speciale della Giuria Marc'Aurelio è stato un premio cinematografico assegnato al Festival Internazionale del Film di Roma.

## Albo d'Oro
| Anno | Film                     | Regista            | Nazione                    |
| ---- | ------------------------ | ------------------ | -------------------------- |
| 2006 | This Is England          | Shane Meadows      | Regno Unito                |
| 2007 | Hafez                    | Abolfazl Jalili    | Iran/ Giappone             |
| 2008 | non assegnato            |                    |                            |
| 2009 | non assegnato            |                    |                            |
| 2010 | Poll                     | Chris Kraus        | Germania/ Austria/ Estonia |
| 2011 | The Eye of the Storm     | Fred Schepisi      | Australia                  |
| 2012 | Alì ha gli occhi azzurri | Claudio Giovannesi | Italia                     |
| 2013 | Quod Erat Demonstrandum  | Andrei Gruzsniczk  | Romania                    |